# باول أ. ديفر
باول أ. ديفر هو ضابط ومحامي وسياسي أمريكي، ولد في 15 يناير 1903 في بوسطن في الولايات المتحدة، وتوفي بنفس المكان في 11 أبريل 1958. نشط حزبياً في الحزب الديمقراطي. وقد انتخب عضو مجلس نواب ماساتشوستس ‏ وانتخب Massachusetts Attorney General ‏ (1935 – 1941) وانتخب حاكم ماساتشوستس ‏ (6 يناير 1949 – 8 يناير 1953).